# 乐汇
在音乐曲式学中，乐汇是乐节的次一级组织。一般情况下，一个比较典型的乐节可以分为两个乐汇；偶尔，一个不规整的乐节可分成三个乐汇；有时，一个连贯的乐节下不能再细分，那么这个乐节里就无法再分出乐汇。在中等速度以及中等复杂的旋律线条中，乐汇比较典型的长度通常是1至2个小节。
偶尔地，乐汇之下还可以有次一级组织，称之为半乐汇。